# Stampaggio a compressione
Lo stampaggio a compressione consiste nel processo di produzione di manufatti in gomma per mezzo di uno stampo in modo da conferirle una forma definitiva.

## Descrizione del processo
Lo stampaggio a compressione consiste nel posizionare la gomma preparata, della opportuna forma e peso, all'interno dello stampo riscaldato e aperto, e solo successivamente chiuso in pressione per un tempo sufficiente a permettere la reticolazione della gomma nella sua nuova e definitiva forma. Il manufatto generalmente è estratto manualmente e presenta sempre, in corrispondenza della chiusura dello stampo, una bava anche consistente che deve essere asportata dall'operatore.
Lo stampo, generalmente in alluminio o acciaio, riproduce la forma finale del manufatto da ottenere ed è suddiviso in due o più parti, a seconda della complessità del manufatto, in modo da permetterne l'estrazione a fine stampaggio.
La pressa su cui è fissato lo stampo permette di aprirlo e chiuderlo con una pressione variabile da poche decine fino a oltre 800 tonnellate, a seconda della dimensione dello stampo stesso. La pressa inoltre permette, tramite pianali riscaldati elettricamente e termocontrollati, di mantenere lo stampo alla temperatura adatta allo stampaggio dell'elastomero che si sta processando, generalmente da 150 a 170 °C.
La gomma da processare deve essere prima preparata: generalmente calandrata in lastre dello spessore adatto e successivamente tagliata in pezzetti delle misure e del peso voluto, oppure prima estrusa in tondi o altre forme e successivamente sempre tagliata alla misura e al peso adatto.

## Differenze con altri processi simili
Differisce dallo stampaggio ad iniezione in quanto in quest'ultimo metodo la gomma viene iniettata calda, tramite un estrusore, direttamente all'interno dello stampo già chiuso e in pressione. Il manufatto generalmente viene estratto automaticamente e anche la sbavatura, se necessaria, viene eseguita in modo totalmente automatizzato. Le presse, anche se simili, sono prodotte specificatamente per le due tipologie di stampaggio.
Lo stampaggio a compressione è molto flessibile e permette più facilmente di inglobare nel manufatto inserti tipo quelli tessili, e permette di processare elastomeri dalle caratteristiche superiori ma difficilmente processabili ad iniezione; è sicuramente più adatto per produzioni piccole e medie.
Lo stampaggio ad iniezione invece garantisce l'uniformità, anche estetica, dei manufatti e consente tempi di produzione più bassi col conseguente vantaggio economico; è sicuramente più adatto per produzioni medio-alte e alte a causa del maggior tempo necessario per l'approntamento della pressa e del maggior tempo richiesto per l'ammortamento del costo dello stampo.